# (19572) Leahmarie
(19572) Leahmarie (1999 LE11) – planetoida z pasa głównego asteroid okrążająca Słońce w ciągu 3,52 lat w średniej odległości 2,31 j.a. Odkryta 8 czerwca 1999 roku.